# Hyacinthe Bernaeijge
Hyacinthe Louis Constant Bernaeijge (Nederbrakel, 10 juni 1827 - 26 november 1918) was een Belgisch politicus voor de Liberale Partij.

## Levensloop
Bernaeijge was van 1868 tot 1878 provincieraadslid van Oost-Vlaanderen en va, 1899 tot 1907 gemeenteraadslid van Nederbrakel.
In 1901 werd hij liberaal senator voor het kiesarrondissement Aalst-Oudenaarde. Hij zetelde in de senaat tot in 1912.
Hij was de schoonvader van Paul Van Cleemputte, burgemeester van Overboelare.